# Irving Finkel
Irving Leonard Finkel (nacido en 1951) es un filólogo y asiriólogo británico. Es actualmente el guarda asistente de las antiguas escrituras mesopotámicas, idiomas y culturas en el Departamento del Cercano Oriente del Museo Británico, donde se especializa en inscripciones cuneiformes sobre tablilla de arcilla de la antigua Mesopotamia.

## Primeros años y educación
Finkel nació en 1951. Su padre fue dentista y su madre profesora. Era uno de cinco hermanos (incluyendo una hermana llamada Angela), y creció en Palmers Green, North London. Fue criado como judío ortodoxo pero se volvió ateo en la adolescencia. Consiguió un doctorado en asiriología en la Universidad de Birmingham bajo la supervisión de Wilfred G. Lambert con una tesis sobre conjuros babilonios de exorcismo contra los demonios.

## Carrera

### Filología
Finkel estuvo tres años como Compañero de Investigación en el Instituto Oriental de Chicago. En 1976 volvió a Reino Unido y fue contratado como guarda asistente en el Departamento de Antigüedades de Asia Occidental, donde ha sido (y sigue siendo) responsable de cuidar, leer y traducir las alrededor de 130.000 tablillas en cuneiforme del museo.
En 2014, el estudio de Finkel de las tablillas en cuneiforme que contenían un relato del Diluvio, similar al del Arca de Noé y descrito en su libro The Ark Before Noah (El Arca Antes de Noé), fue difundido mundialmente por los medios. El arca descrita en la tablilla era circular; básicamente un coracle o kufa alargado hecho de cuerda y marcos de madera. La tablilla incluía suficientes detalles sobre sus dimensiones y construcción para permitir una réplica a escala 1:3 con capacidades de flote, como se muestra en el documental de 2014 Secrets of Noah's Ark (Los Secretos del Arca de Noé) retransmitido en el canal NOVA de la PBS.

### Juegos de mesa
Finkel estudia la historia de los juegos de mesa, y forma parte de la Junta Editorial del International Board Game Studies Association. Entre sus descubrimientos se encuentra el reglamento del Juego Real de Ur.

### Proyecto del Gran Diario
Finkel fundó el Proyecto del Gran Diario (Great Diary Project), un proyecto para preservar los diarios de la gente común. Junto con el Bishopsgate Institute, Finkel ha ayudado a archivar más de 2.000 diarios personales. En 2014, el V&A Museum of Childhood realizó una exhibición de los diarios escritos por niños entre 1813 y 1996.

### Literatura
Finkel ha escrito una cantidad de documentos de ficción para niños.
Apareció en The Boy in the Book (El Chico en el Libro), memoria de 2014 de Nathan Penlington.

## Vida personal
Finkel vive al sureste de Londres con su esposa Joanna y sus cinco hijos.

## Publicaciones selectas

### Académicas
| Revista/Diario                                                                                                   | Título de publicación                              | Año           |
| --- | -------------------------------------------------- | ------------- |
| Journal of the Royal Asiatic Society                                                                             | On some inscribed Babylonian alabastra             | 2002          |
| Board Games Studies                                                                                              | Pachisi in Arab Garb                               | 2003          |
| Cuneiform Inscriptions in the Metropolitan Museum                                                                | Explanatory Commentary on a List of Materia Medica | 2005          |
| Cuneiform Inscriptions in the Metropolitan Museum                                                                | Documents of the Physician and Magician            | 2005          |
| Archaeology & History in Lebanon                                                                                 | Report on the Sidon Cuneiform tablet               | Otoño de 2006 |
| The Wellcome Conference on Babylonian Medicine                                                                   | (Libro)                                            | 2007          |
| Ancient Board Games in Perspective: Papers from the 1990 British Museum colloquium with additional contributions | (Libro)                                            | 2008          |
| The Ark Before Noah: Decoding the Story of the Flood                                                             | (Libro)                                            | 2014          |

### Ficción
| Título                              | Año  |
| ----------------------------------- | ---- |
| The Last Resort Library             | 2007 |
| The Princess Who Wouldn't Come Home | 2008 |
| Swizzle de Brax and the Blungaphone | 2010 |
| Miss Barbellion's Garden            | 2012 |
| The Writing in the Stone            | 2018 |